# ティモン・ヴェレンロイター
ティモン・ヤニス・ヴェレンロイター（Timon Janis Wellenreuther 、1995年12月3日 - ）は、ドイツ・カールスルーエ出身のプロサッカー選手。フェイエノールト所属。ポジションは、ゴールキーパー。

## クラブ経歴
2013年、カールスルーエSCの下部組織からシャルケ04の下部組織に移籍。2015年2月3日のバイエルン・ミュンヘン戦でハーフタイムから途中出場しトップチームデビュー。試合には1-1で引き分けた。
2015年2月18日のUEFAチャンピオンズリーグラウンド16・レアル・マドリード戦1stレグで初スタメン。
2015年6月25日、RCDマヨルカに1シーズンの契約でレンタル移籍。
2017年5月13日、6月末の契約満了でシャルケ04を退団することが発表された。
2017年5月23日、ヴィレムIIに2年契約で移籍した。
2020年6月5日、RSCアンデルレヒトに移籍することが発表された。